# L'Avare (film, 1910)
Pour les articles homonymes, voir L'Avare (homonymie).
 (août 2025).
Pour plus de détails, voir Fiche technique et Distribution.
L'Avare est un film français réalisé par André Calmettes, sorti en 1910.

## Fiche technique
- Titre : L'Avare
- Réalisation : André Calmettes
- Scénario : Molière
- Pays d'origine : France
- Format : Noir et blanc - 1,33:1 - Film muet
- Genre : comédie
- Date de sortie : 1910